# Горни (Краснопартизански район)
Горни (на руски: Горный) е селище от градски тип в Русия, административен център на Краснопартизански район, Саратовска област. Населението му към 1 януари 2018 година е 4747 души.